# Eldor Urazbajev
Eldor Urazbajev (russisk: Эльдо́р Магома́тович Уразба́ев) (født 11. oktober 1940 i Tasjkent i Sovjetunionen, død 21. februar 2012 i Denver i USA) var en sovjetisk filminstruktør, manuskriptforfatter og skuespiller.

## Filmografi
- Frak dlja sjalopaja (Фрак для шалопая, 1979)[1][2]
- Vizit k Minotavru (Визит к Минотавру, 1987)